# Eggelstad

Eggelstad är en mindre by i Tolånga socken i Sjöbo kommun i Skåne. Eggelstad är beläget cirka två kilometer nordost om Tolånga, mellan Sjöbo och Lövestad. Den gamla lanthandeln i Eggelstad utgjorde tidigare en viktig mötesplats regionen.